# Ginnastica ai Giochi della XXXI Olimpiade - Parallele simmetriche
La finale alle parallele simmetriche alle Olimpiadi di Rio de Janeiro si è svolta nella HSBC Arena il 16 agosto 2016.

## Podio
| Oro                    | Argento                  | Bronzo                  |
| Oleg Verniaiev Ucraina | Danell Leyva Stati Uniti | David Beljavskij Russia |

## Qualificazioni
A causa della regola dei passaporti "two per country", l'accesso in finale è valido soltanto a due atleti per nazione.
| Pos. | Ginnasta         | Totale | Qual. |
| ---- | ---------------- | ------ | ----- |
| 1    | Oleg Verniaiev   | 16.166 | Q     |
| 2    | David Beljavskij | 15.933 | Q     |
| 3    | Deng Shudi       | 15.800 | Q     |
| 4    | Manrique Larduet | 15.766 | Q     |
| 5    | You Hao          | 15.733 | Q     |
| 6    | Lin Chaopan      | 15.700 | —     |
| 7    | Danell Leyva     | 15.600 | Q     |
| 8    | Riōhei Katō      | 15.500 | Q     |
| 9    | Andrei Muntean   | 15.466 | Q     |
| 10   | Kōhei Uchimura   | 15.466 | R1    |
| 11   | Marcel Nguyen    | 15.466 | R2    |
| 12   | Anton Fokin      | 15.466 | R3    |

## Classifica
| Pos.    | Ginnasta         | D Score | E Score | Penalità | Totale |
| ------- | ---------------- | ------- | ------- | -------- | ------ |
| Oro     | Oleg Verniaiev   | 7.100   | 8.941   | —        | 16.041 |
| Argento | Danell Leyva     | 6.900   | 9.000   | —        | 15.900 |
| Bronzo  | David Beljavskij | 6.900   | 8.883   | —        | 15.783 |
| 4       | Deng Shudi       | 7.200   | 8.566   | —        | 15.766 |
| 5       | Manrique Larduet | 7.100   | 8.525   | —        | 15.625 |
| 6       | Andrei Muntean   | 6.600   | 9.000   | —        | 15.600 |
| 7       | Ryōhei Katō      | 6.800   | 8.433   | —        | 15.233 |
| 8       | You Hao          | 7.400   | 7.433   | —        | 14.833 |